# 希爾滕巴赫河 (埃爾薩瓦河支流)
49°53′48.18″N 9°18′11.34″E / 49.8967167°N 9.3031500°E

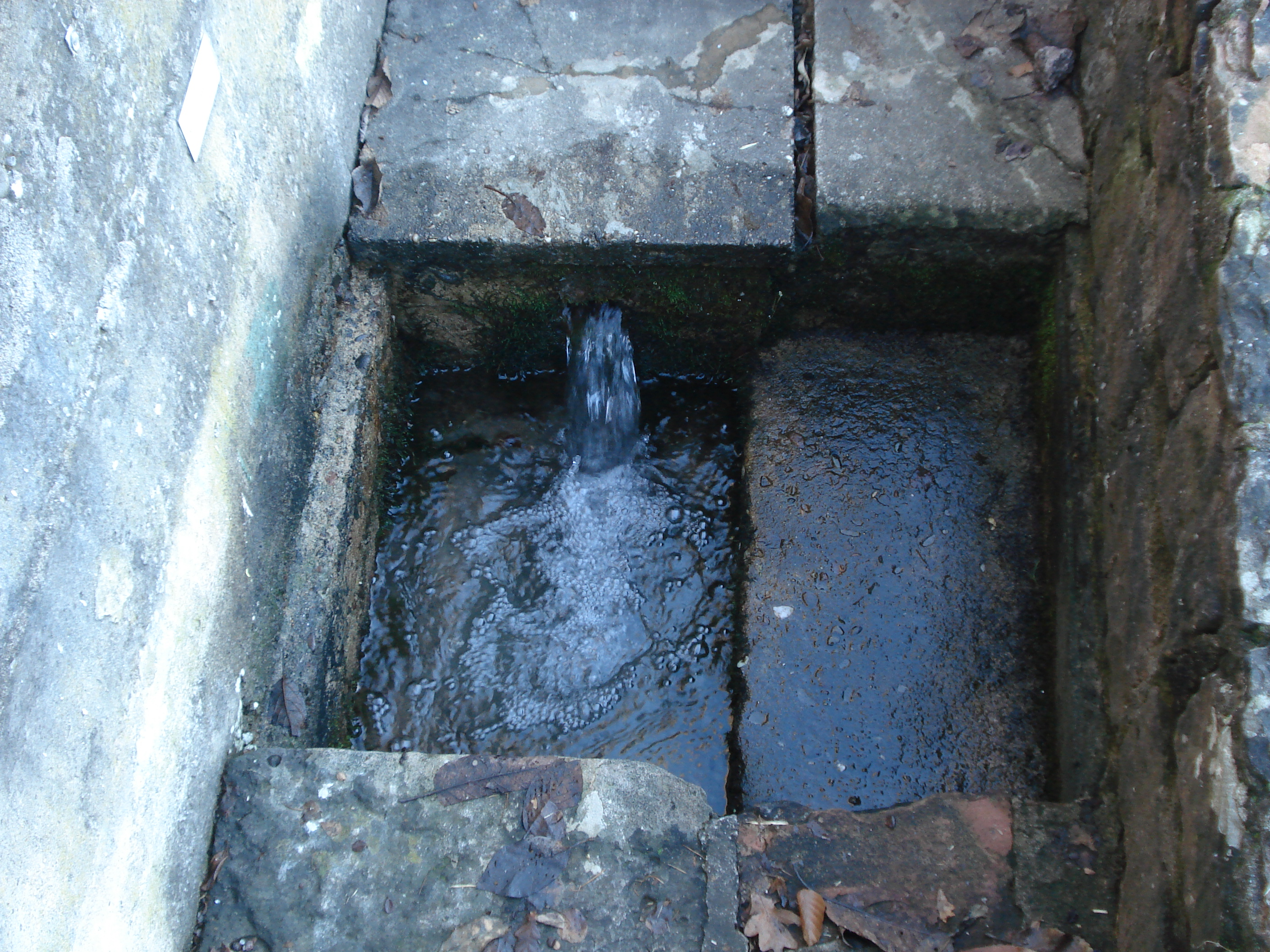

希爾滕巴赫河（德語：Hirtenbach），是德國的河流，位於該國東南部，由巴伐利亞負責管轄，屬於埃爾薩瓦河的左支流，河道全長0.7公里，流域面積3.8平方公里。